# Немања Опачић

Немања Опачић (Ниш, 16. јануар 1991) је српски одбојкаш. Висок је 197 цм и игра на позицији примача сервиса.